# 筆岡村
筆岡村（ふでおかむら）は、香川県仲多度郡にあった村。
村役場はその後解体され、敷地は善通寺市立筆岡公民館になっている。

## 歴史
- 1890年（明治23年）2月15日 - 町村制施行に伴い、多度郡中村（なかむら）、弘田村（ひろたむら）が合併し、筆岡村が発足[2]。
- 1899年（明治32年）4月1日 - 多度郡が那珂郡と合併し、仲多度郡となる。
- 1954年（昭和29年）3月31日 - 善通寺町・吉原村・与北村・竜川村と合併して善通寺市が発足し、仲多度郡より離脱。

## 人口
単位：人
| 年                 | 男    | 女    | 計    |
| ------------------ | ----- | ----- | ----- |
| 明治33年（1900年） | 1,321 | 1,280 | 2,601 |
| 明治34年（1901年） | 1,422 | 1,385 | 2,807 |
| 明治35年（1902年） | 1,427 | 1,381 | 2,808 |
| 明治36年（1903年） | 1,468 | 1,395 | 2,861 |
| 明治37年（1904年） | 1,422 | 1,408 | 2,830 |
| 明治38年（1905年） | 1,427 | 1,422 | 2,449 |
| 明治39年（1906年） | 1,492 | 1,455 | 2,947 |
| 明治40年（1907年） | 1,514 | 1,430 | 2,944 |
| 明治41年（1908年） | 1,559 | 1,475 | 3,034 |
| 明治42年（1909年） | 1,462 | 1,405 | 2,867 |
| 明治43年（1910年） | 1,525 | 1,454 | 2,979 |
| 明治44年（1911年） | 1,516 | 1,454 | 2,970 |
| 明治45年（1912年） | 1,525 | 1,491 | 3,016 |

明治36年・明治38年は計算があわないが、原文ママ
昭和2年（1927年）末2,722人

## 戸数
単位：戸
| 年                 | 戸数 |
| ------------------ | ---- |
| 明治33年（1900年） | 495  |
| 明治34年（1901年） | 509  |
| 明治35年（1902年） | 530  |
| 明治36年（1903年） | 542  |
| 明治37年（1904年） | 545  |
| 明治38年（1905年） | 550  |
| 明治39年（1906年） | 582  |
| 明治40年（1907年） | 581  |
| 明治41年（1908年） | 589  |
| 明治42年（1909年） | 562  |
| 明治43年（1910年） | 555  |
| 明治44年（1911年） | 536  |
| 明治45年（1912年） | 526  |

## 歴代村長
- 原 成造（明治23年（1890年） - 明治43年（1910年））
- 福崎祐市（明治43年（1910年） - 大正4年（1915年））

## 村会議員（明治後期）
『善通寺市史』第3巻から作成
| 年                 | 議員名 | 備考                                                         |
| ------------------ | --- | ------------------------------------------------------------ |
| 明治23年（1890年） | 乾 昇平 大前 林治 増田 宗造 長谷川 八郎 杉峯 熊市 原 成造 乾 金治郎 大西 多門治 香川 多治郎 増田 彌三治 小山 又七 亀野 直吉 | 十二名                                                       |
| 明治26年（1893年） | 乾 千太郎 高口 恒太 杉本 治吉 平井 安蔵                                                                                     | 四名新ニ議員トナリ。以前十二名ヨリ四名ノミハ新議員ト交代セリ |
| 明治29年（1896年） | 松本 仲太 | 新ニ議員トナリテ交代セリ                                     |
| 明治30年（1897年） | 構口 菊治 | 新ニ議員トナリテ交代セリ                                     |
| 明治31年（1898年） | 亀野 敏三郎 | 新ニ議員トナリテ交代セリ                                     |
| 明治32年（1899年） | 長谷川 榮吉 神原 徳太郎 乾 新三郎                                                                                           | 三名新ニ議員トナルテ交代セリ                                 |
| 明治41年（1908年） | 高口 公三郎 長谷川 季男 大浦 喜三郎 香川 久太郎                                                                             | 四名新ニ議員トナリテ交代セリ                                 |
| 明治43年（1911年） | 瀬川 政治 大西 義景 松本 惣吉 西川 萬太郎                                                                                   | 四名新ニ議員トナリテ交代セリ                                 |

## 名所・旧跡
- 筆ノ山[4]
- 雲氣神社（雲気神社） - 弘田町にある郷社。源頼政が射た矢を埋めたという矢塚がある[2]。
- 春日明神 - 雲氣神社にあり[2]。
- 木熊野神社
- 圓通寺（円通寺） - 弘田町にある寺院。真宗興正派興正寺の末寺。本尊は無量寿仏。香川正貫が出家し西心として天和2年（1682年）に創建した[2]。
- 甲山寺 - 弘田町にある寺院。医王山多宝院善通寺の末寺。本尊は薬師如来。四国霊場88か所の第74番札所。空海が弘仁(810年〜824年)中に創建[2]。